# هیلمارتون
هیلمارتون (به انگلیسی: Hilmarton) یک روستا و محله مدنی در بریتانیا است که در ویلتشر واقع شده‌است. هیلمارتون ۷۴۶ نفر جمعیت دارد.